# Ocotea floribunda
Ocotea floribunda är en lagerväxtart som först beskrevs av Swartz, och fick sitt nu gällande namn av Carl Christian Mez. Ocotea floribunda ingår i släktet Ocotea och familjen lagerväxter. Inga underarter finns listade i Catalogue of Life.